# Sciatta trapezimaculata
Sciatta trapezimaculata är en fjärilsart som beskrevs av Embrik Strand 1909. Sciatta trapezimaculata ingår i släktet Sciatta och familjen nattflyn. Inga underarter finns listade.